# ニコライ・ロゴシュキン

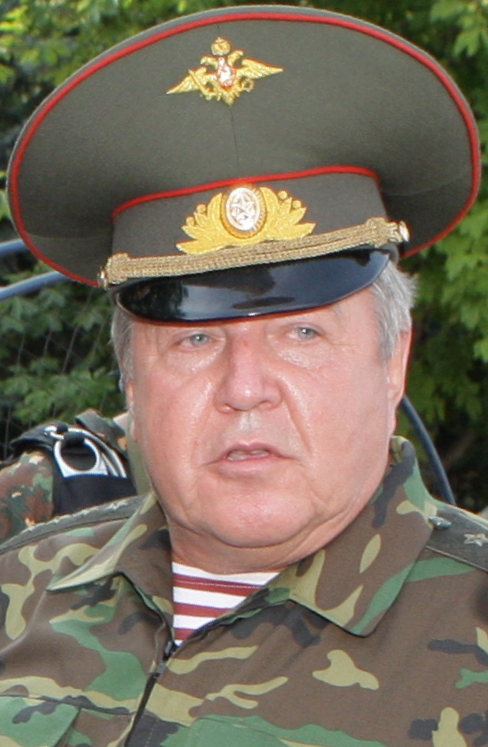
ニコライ・ロゴシュキン

ニコライ・ロゴシュキン（Николай Рогожкин、1952年 - ）は、ロシア連邦の軍人、政治家。シベリア連邦管区大統領全権代表、ロシア国内軍総司令官を歴任した。上級大将。

## 経歴
ハリコフ高等戦車指揮学校、装甲戦車兵軍事アカデミー、ロシア連邦軍参謀本部軍事アカデミーを卒業。
トルケスタン軍管区の戦車小隊、中隊、大隊、連隊、自動車化狙撃師団を指揮し、陸軍参謀次長を務めた。
2000年から、ロシア内務省国内軍に勤務し、国内軍参謀長職を占めた。2003年、大将に、2007年に上級大将に昇進した。
2014年5月12日から2016年7月28日までシベリア連邦管区大統領全権代表。

## パーソナル
タンボフ州出身。